# Òpera italiana

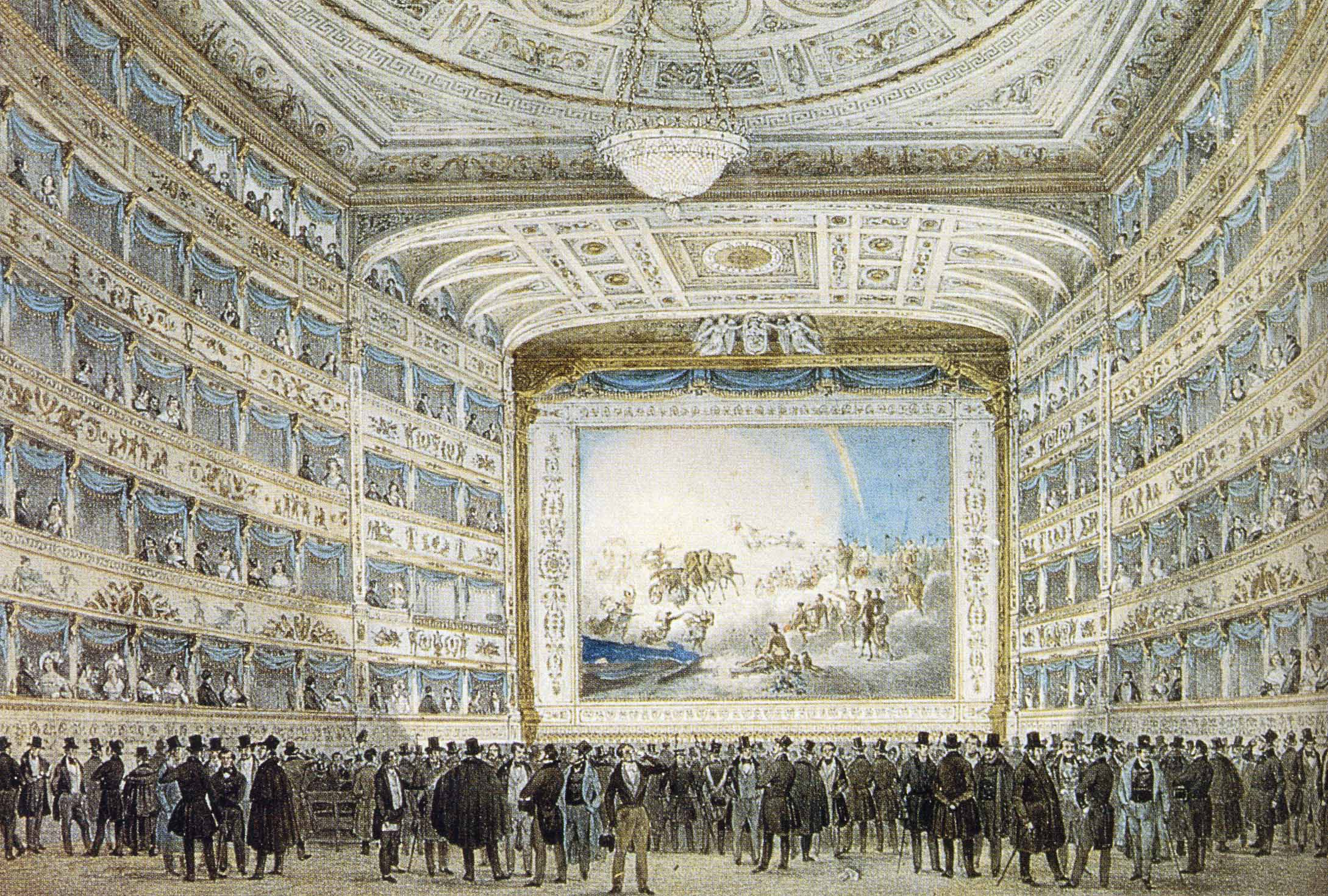
Interior del teatre d'òpera de La Fenice a Venècia el 1837. Venècia va ser, juntament amb Florència i Roma, un dels bressols de l'òpera italiana

L'òpera italiana és alhora l'art de l'òpera a Itàlia i l'òpera en l'idioma italià. L'òpera va néixer a Itàlia al voltant de l'any 1600 i l'òpera italiana ha seguit exercint un paper dominant en la història d'aquest gènere fins al dia d'avui. Algunes òperes famoses en italià van ser escrites per compositors estrangers, incloent Händel, Gluck i Mozart. Obres de compositors nadius italians dels segles XIX i principis del XX, com Rossini, Bellini, Donizetti, Verdi i Puccini, es troben entre les òperes més famoses de tots els temps, i avui dia es representen en els teatres d'òpera de tot el món.

## Orígens

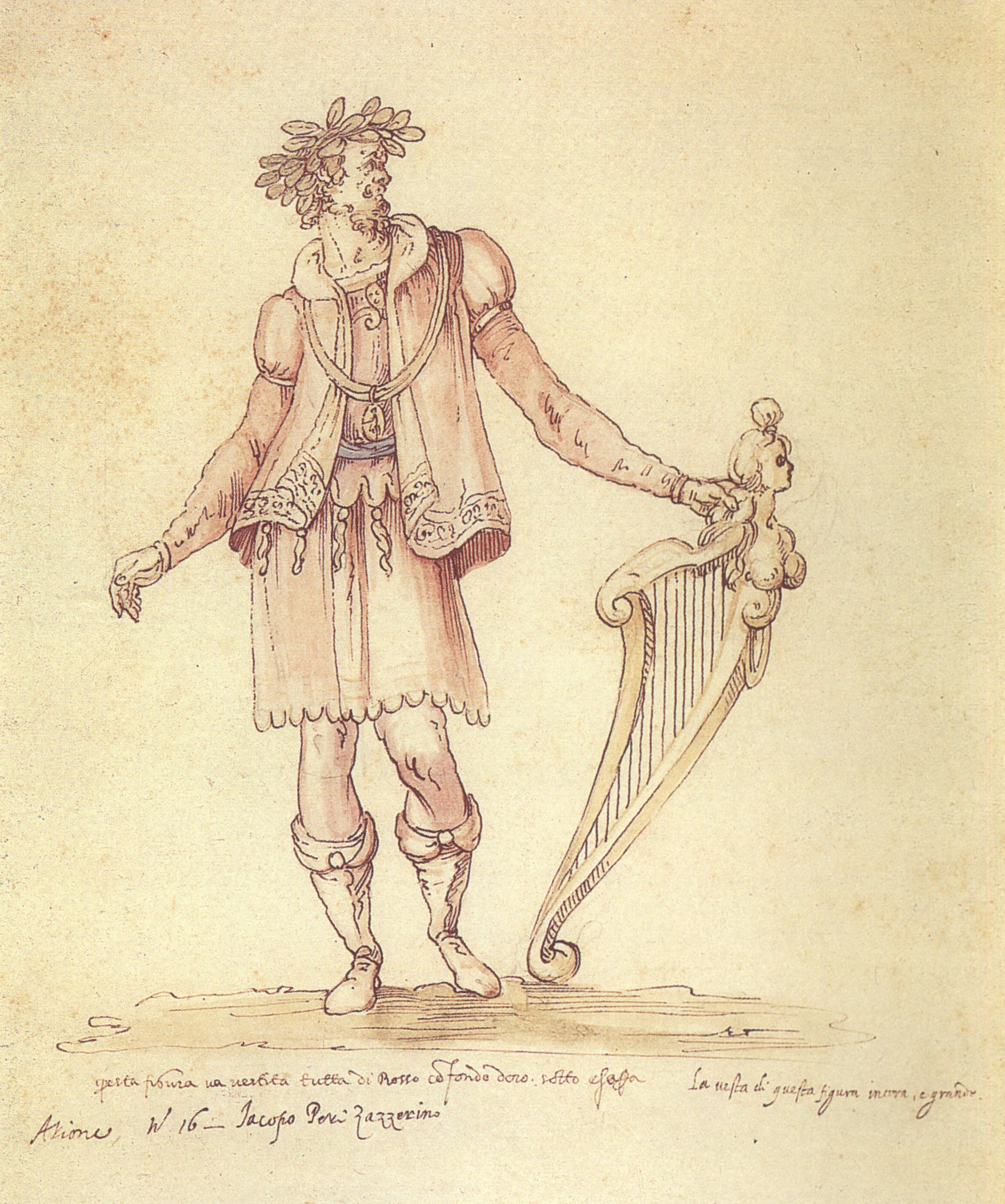
Jacopo Peri com a Arion a La pellegrina

Dafne de Jacopo Peri es considera l'òpera més antiga, tal com s'entén en l'actualitat. Les obres de Peri, però, no sorgeixen d'un buit creatiu en l'àrea del teatre cantat. Un requisit fonamental per a la creació de l'òpera fou la pràctica de la monodia. La monodia és el cant amb un solo d'una melodia concebuda dramàtica, dissenyat per expressar el contingut emocional del seu text, que s'acompanya d'una seqüència relativament simple d'acords. Els compositors italians van començar a compondre en aquest estil a la fi del segle xvi, i va evolucionar, en part, de la pràctica des de feia temps de la composició de madrigals polifònics amb un cantant acompanyat d'una interpretació instrumental de les altres parts, així com la creixent popularitat dels més populars, gèneres vocals més homòfones com la frottola i la villanella. En aquests dos últims gèneres, creixia la tendència a una textura més homofònica, amb la part superior amb una elaborada i activa melodia, i les inferiors (en general aquests composicions constaven de tres parts, a diferència dels madrigals amb quatre o més parts) amb una estructura de suport i menys activa. A aquests gèneres només els faltava un petit pas per arribar a la monodia de ple dret. Totes aquestes obres tendien a utilitzar una poesia humanista que va tractar d'imitar Petrarca i els seus seguidors del Trecento, un element més de la tendència de l'època cap a un desig per a la restauració dels principis associats en el seguiment de l'antiguitat.
Els solos del madrigal, frottola, villanella i altres tipus de música vocal semblants van ocupar un lloc destacat a la mitja part o l'intermezzo, espectacles teatrals amb música que van ser finançats en els últims setanta anys del segle xvi per les corts cada vegada més opulentes de les ciutats estat italianes. Aquests espectacles se celebraven en general per commemorar esdeveniments importants de l'estat: casaments, victòries militars i similars, i es van alternar en les representacions dels actes de les obres de teatre. Igual que més tard en l'òpera, un intermedi oferia aquest cant en solitari, però també madrigals realitzats en la seva típica textura de diverses veus, i ball acompanyats pels instrumentistes. S'organitzaven de forma esplèndida, i van portar a l'escenografia de la segona meitat del segle xvi. L'intermedi tendia a no explicar una història com a tal, tot i que de tant en tant ho van fer, sinó que gairebé sempre es va centrar en un element particular de l'emoció o l'experiència humana, expressada a través de l'al·legoria mitològica.
La posada en escena de l'òpera Euridice de Peri l'any 1600, com a part de les celebracions d'un casament dels Medici, celebracions amb els intermedis més espectaculars que van ser crucials en el desenvolupament de la nova fórmula, la van posar de moda en els fastuosos entreteniments cortesans.

## Seglexvii

### Florència i Màntua

Claudio Monteverdi per Domenico Fetti, 1640

La música de Dafne s'ha perdut. La primera òpera que ha sobreviscut es va estrenar el 17 de desembre de 1600 en el casament d'Enric IV de França i Maria de Mèdici al Palau Pitti de Florència. Es tracta d'Euridice, amb llibret de Rinuccini, i amb música de Jacopo Peri i Giulio Caccini, que relata la història d'Orfeu i Eurídice. L'estil de cant afavorit per Peri i Caccini era una forma elevada d'expressió natural, recitatiu dramàtic recolzat per música de corda instrumental. Així, el recitatiu va precedir al desenvolupament de les àries, encara que aviat es va acostumar a incloure cançons separades i interludis instrumentals durant els períodes en què les veus estaven en silenci. Tant Dafne com Euridice també van incloure cors comentant l'acció al final de cada acte a la manera de la tragèdia grega. El tema d'Orfeu, el semidéu de la música, era molt popular i va atreure a Claudio Monteverdi (1567-1643), que va escriure la seva primera òpera, L'Orfeo, l'any 1607 per a la cort de Màntua.
Monteverdi va insistir en una forta relació entre les paraules i la música. Quan L'Orfeo es va realitzar a Màntua, una orquestra de 38 instruments, nombrosos cors i recitatius s'utilitzaren per fer un animat drama. Era una versió molt més ambiciosa que els realitzats anteriorment -més opulent, més variat en recitatius, més exòtic en el paisatge- amb els clímax musicals més forts que van permetre l'abast complet pel virtuosisme dels cantants. L'òpera havia revelat la seva primera etapa de maduresa en les mans de Monteverdi. L'Orfeo també té la distinció de ser l'òpera antiga que es conserva que encara es porta a terme regularment en l'actualitat.

### Roma

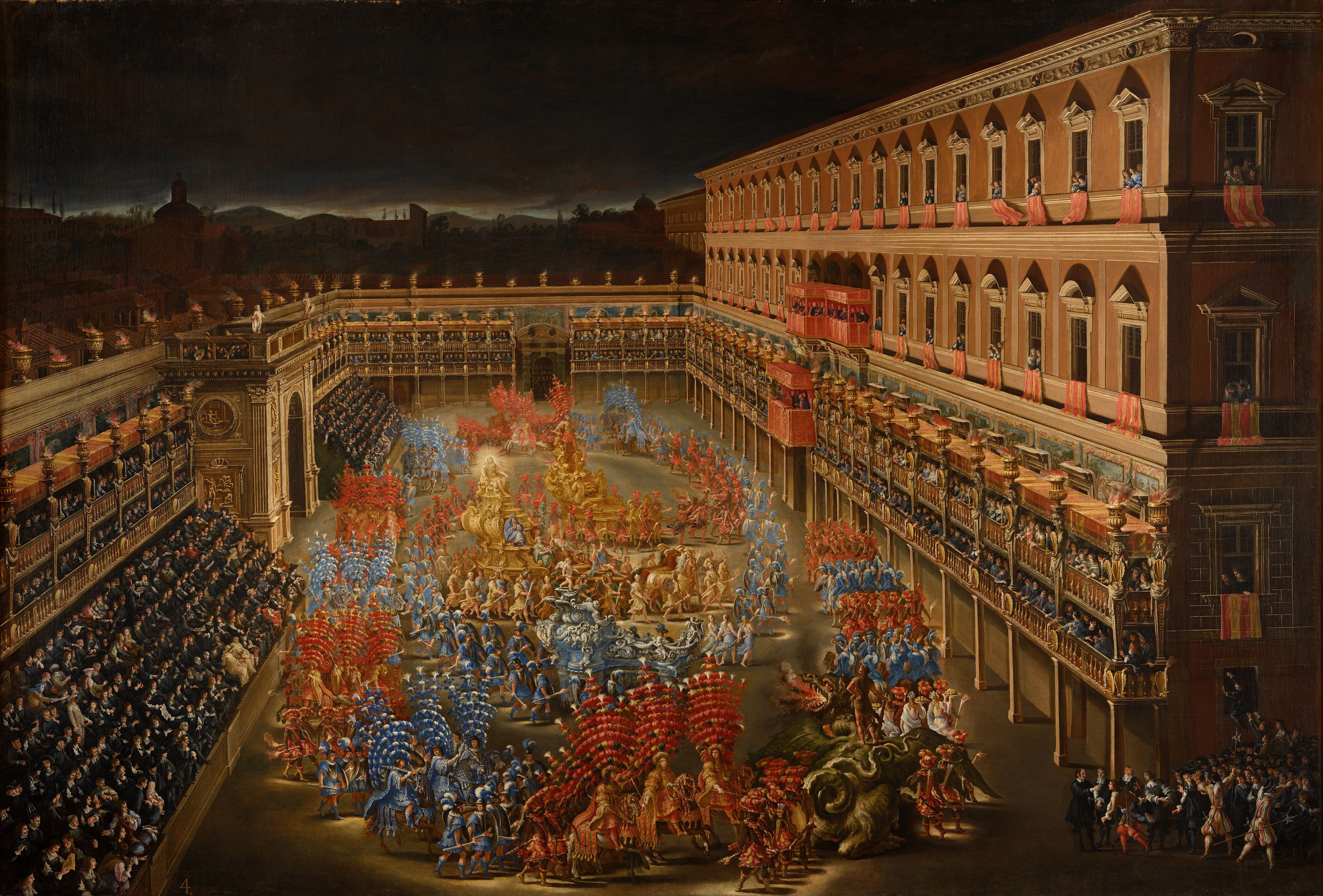
Celebracions per a Cristina de Suècia al Palau Barberini de Roma el 1656, amb música composta per Marco Marazzoli

En un parell de dècades, l'òpera s'havia estès per tot Itàlia. A Roma, va trobar un defensor en el prelat i llibretista Giulio Rospigliosi (més tard papa Climent IX). Els clients habituals de Rospigliosi van ser els Barberini. Entre els compositors que van treballar en aquest període es pot esmentar: Luigi Rossi, Michelangelo Rossi, Marco Marazzoli, Domenico i Virgilio Mazzocchi, Stefano Landi.
A partir de la dècada de 1730, el tema de les obres va canviar molt: es preferien els texts de la tradició pastoral i Arcàdia, poemes de cavalleria, en general de Ludovico Ariosto i Torquato Tasso, o els presos de l'hagiografia i la Commedia dell'arte cristiana.
Amb l'augment del nombre de caràcters, les òperes de Roma va arribar a ser molt dramàtiques, i a tenir diversos girs. Amb ells van venir un nou mètode per fixar les línies del recitatiu, millor adaptats a les diferents situacions que es van presentar de la rica història i que estava més a prop del discurs, ple de parèntesis, a costa de l'estil paratàctic que tant havia caracteritzat la primeres obres florentines.

### Venècia: l'òpera comercial
Les característiques principals de l'òpera veneciana van ser: un major èmfasi en àries formals; el principi de l'estil bel canto, i més atenció a l'elegància vocal que a l'expressió dramàtica; un menor ús de la música coral i de l'orquestra; complexes i improbables trames; elaborada maquinària escènica; i les introduccions instrumentals curtes similars a fanfàrries, prototips de l'obertura posterior.

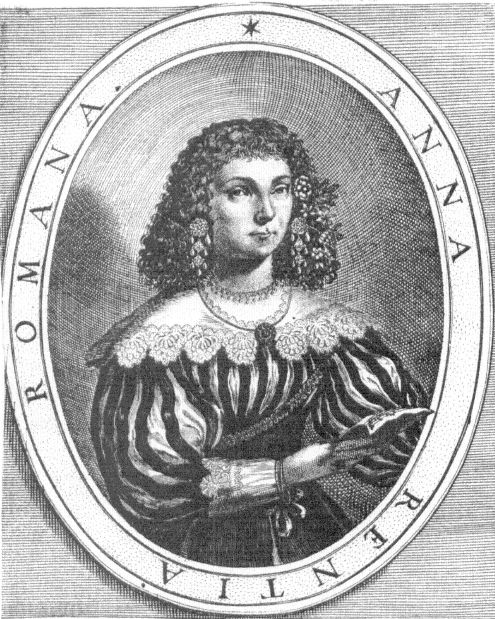
Anna Renzi, que va cantar Ottavia a l'estrena de L'incoronazione di Poppea

Efectivament, l'òpera va prendre una nova direcció important quan va arribar a la República de Venècia. Va ser aquí on hi va haver el primer teatre d'òpera públic, el Teatro di San Cassiano, inaugurat el 1637 per Benedetto Ferrari i Francesco Manelli. El seu èxit va traslladar l'òpera del mecenatge aristocràtic al món comercial. A Venècia, el teatre musical ja no es dirigia a una elit d'aristòcrates i intel·lectuals i va adquirir el caràcter d'entreteniment. Aviat molts altres teatres d'òpera van sorgir a la ciutat, amb la realització d'obres per a un públic de pagament durant la temporada de Carnaval. Els teatres d'òpera empraven una petita orquestra per estalviar diners. Una gran part del seu pressupost es dedicava a atraure els cantants estel·lars de la jornada; aquest va ser el començament del regnat del castrato i la prima donna.
El principal compositor de l'òpera veneciana va ser Monteverdi, que s'havia traslladat de la república de Màntua el 1613, amb altres compositors importants posteriors com Francesco Cavalli, Antonio Cesti, Antonio Sartorio i Giovanni Legrenzi. Monteverdi va escriure tres obres per als teatres públics: Il ritorno d'Ulisse in patria (1640), Le nozze d'Enea con Lavinia (1641, avui perduda) i, la més famosa, L'incoronazione di Poppea (1642). Els temes de les noves òperes de Monteverdi i altres van ser generalment extrets de la història de Roma o les llegendes sobre Troia, per tal de celebrar els ideals heroics i de noble genealogia de l'Estat venecià. No obstant això no van faltar els d'interès amorós o comèdia. La major part de les òperes van consistir en tres actes, a diferència de les òperes anteriors que normalment en tenien cinc. El gruix de la versificació estava era recitatiu, però en moments de gran tensió dramàtica, van ser freqüents els passatges arioso coneguts com a arie cavate. Segons els seguidors de Monteverdi, la distinció entre el recitatiu i l'ària es va fer més marcada i convencional. Això és evident en l'estil dels quatre compositors més reeixits de la nova generació: Francesco Cavalli, Giovanni Legrenzi, Antonio Cesti i Alessandro Stradella.

### La difusió de l'òpera a l'estranger

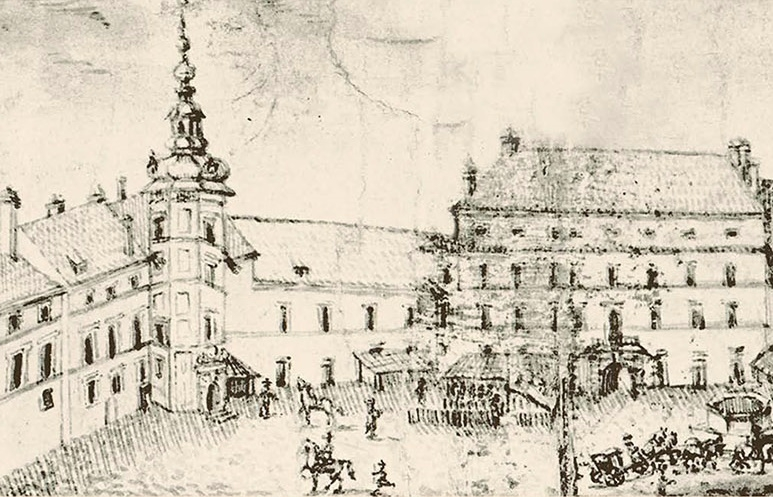
El teatre d'òpera de Ladislau al castell reial de Varsòvia

A la Confederació de Polònia i Lituània la tradició de la producció operística va començar a Varsòvia el 1628, amb l'actuació de Galatea (de compositor incert), la primera òpera italiana produïda fora d'Itàlia. Poc després d'aquesta actuació, la cort va produir l'òpera de Francesca Caccini La liberazione di Ruggiero dall'isola d'Alcina, que ella havia escrit per al príncep Ladislau Vasa tres anys abans, quan estava a Itàlia. Una altra novetat, és que aquesta és l'òpera més antiga que es conserva escrita per una dona. Gli amori di Aci e Galatea de Santi Orlandi també va ser duta a terme el 1628. Quan Ladislau fou rei (com a Ladislau IV) va supervisar la producció d'almenys deu òperes durant la dècada dels anys 1630 i 1640, de manera que Varsòvia era un centre de l'art operístic.
Els compositors d'aquestes òperes no són coneguts: podien haver sigut polonesos treballant sota Marco Scacchi a la capella reial, o poden haver sigut italians importats per Ladislau. Un dramma per musica (com es coneixia l'òpera italiana en aquell moment) titulat Giuditta, basat en la història bíblica de Judit, es va representar el 1635. El compositor va ser probablement Virgilio Puccitelli.
Les òperes de Cavalli es van realitzar a tot Itàlia per companyies de gira amb gran èxit. De fet, el seu Il Giasone va ser l'òpera més popular del segle xvii, encara que alguns crítics es van horroritzar en la seva barreja de tragèdia i farsa. La fama de Cavalli es va estendre per tot Europa. Una de les seves especialitats era donar a les seves heroïnes "un lament greu". Aquests eren àries tristes cantades sobre una línia de baix descendent i tingueren una gran influència sobre Henry Purcell, la When I am laid in earth de Dido i Enees és probablement l'exemple més cèlebre de la forma. La reputació de Cavalli va fer que el cardenal Mazarino el convidés a França el 1660 per compondre una òpera per al casament de Lluís XIV amb Maria Teresa d'Àustria. L'òpera italiana ja havia estat realitzada a França en la dècada de 1640 en una expedició estrangera de Cavalli acabat en desastre. El públic francès no va respondre bé a la reposició de Xerse (1660) i Ercole amante (1662), especialment composta per l'ocasió, preferint els ballets que havien estat inserits entre els actes d'un compositor florentí, Jean-Baptiste Lully, i Cavalli va jurar no tornar a compondre una altra òpera.